# Lý Hải
Nguyễn Văn Hải, thường được biết đến với nghệ danh Lý Hải (sinh ngày 28 tháng 9 năm 1968), là một nam ca sĩ, diễn viên, doanh nhân kiêm nhà làm phim người Việt Nam. Bước chân vào lĩnh vực ca hát từ năm 1993, song tên tuổi của ông chỉ thật sự thành danh khi cho ra đời chuỗi album ca nhạc phim Trọn đời bên em vào năm 2001. Với thành công của loạt album này, Lý Hải đã xây dựng thành công thương hiệu cho riêng mình và trở thành một trong những nam ca sĩ ăn khách nhất thời điểm bấy giờ, đặc biệt là đối với khán giả miền Tây Nam Bộ. Với sở trường trình bày những ca khúc thuộc thể loại nhạc trẻ, nhạc Hoa lời Việt với giai điệu và ca từ đơn giản, Lý Hải từng được mệnh danh là "Ngôi sao ca nhạc bình dân".
Ngoài sự nghiệp âm nhạc, Lý Hải còn lấn sân sang sự nghiệp điện ảnh. Là người sáng lập ra hãng phim mang tên mình, Lý Hải Productions, ông còn được biết đến khi là người sáng tạo ra thương hiệu điện ảnh Lật mặt. Thương hiệu khi ra mắt lần đầu vào năm 2015 đã giúp ông thành công thu về hơn 1 nghìn tỷ VND và những phần phim do ông thực hiện cũng thường nhận được hầu hết những lời khen ngợi từ giới chuyên môn.

## Cuộc đời và sự nghiệp
Lý Hải sinh ngày 28 tháng 9 năm 1968 tại huyện Châu Thành, tỉnh Mỹ Tho (nay là phường Mỹ Tho, tỉnh Đồng Tháp). Lý Hải là con út trong một gia đình có 9 anh chị em. Có giả thiết Lý Hải là người gốc Hoa. Tham gia rất nhiều hoạt động văn nghệ của trường khi còn học phổ thông, đến năm lớp 11, ông đăng ký dự thi và trúng tuyển vào lớp diễn viên kịch do Trường Nghệ thuật Sân khấu 2 tổ chức tại Mỹ Tho. Năm 1987, ông chuyển lên Thành phố Hồ Chí Minh để theo học tại trường. Trong thời gian học, Lý Hải có điều kiện làm quen với ca hát bằng việc tham gia các đội xung kích của trường, và từng được đạo diễn Xuân Phước giới thiệu đi hát tại một số tụ điểm. Sau khi học xong, Lý Hải lâm vào cảnh thất nghiệp do vào thời điểm đó kịch nói đang ở trong giai đoạn xuống dốc vì thiếu vắng khán giả. Năm 1991, ông trở thành diễn viên đoàn Kịch Nói Trẻ, nhưng không lâu sau ông trở về quê để đi học nghề may rồi quay lại Thành phố Hồ Chí Minh. Trong thời gian này, Lý Hải học thanh nhạc với sự hướng dẫn của các giáo viên trong trường Nghệ thuật Sân khấu 2. Năm 1993, ông chuyển hẳn sang lĩnh vực ca hát và quyết tâm trở thành một ca sĩ chuyên nghiệp. Thời gian đầu, Lý Hải cùng 2 người bạn là Hữu Bình và Hữu Thượng lập một nhóm nhạc nhưng hợp tác được 2 năm thì nhóm tan rã. Ông liên tục đi hát tại một số tụ điểm kể cả những tour diễn tại thủ đô Hà Nội. Ông chuyển sang phong cách hát đơn có múa phụ họa và bắt đầu được khán giả biết đến với các ca khúc "Trọn đời bên em", "Người yêu hỡi".
Năm 2000, Lý Hải gặp Vĩnh Thuyên (người trước đó từng là quản lý cho ca sĩ Phương Thanh) và được người này giúp định hình lại phong cách âm nhạc, từ chỗ chỉ tập trung vào những ca khúc sôi động sang hát cả nhạc sôi động lẫn trữ tình. Sau đó, Vĩnh Thuyên chính thức trở thành người quản lý cho Lý Hải. Thời gian này với những ca khúc đa phần là nhạc Hoa lời Việt như: "Phút biệt ly", "Khi người đàn ông khóc", "Liều thuốc cho trái tim",... tên tuổi ông đã bắt đầu được khán giả chú ý đến nhiều hơn.

### Thành công vớiTrọn đời bên em
Năm 2001, Lý Hải đã cho ra mắt album Trọn đời bên em. Album này sau khi phát hành đã bán được 2.500 bản. Nhưng phải đến khi album Trọn đời bên em vol.2 ra mắt thì mới tạo được sự chú ý đặc biệt của khán giả do có sự kết hợp mới lạ giữa phim và ca nhạc. Nối tiếp thành công của vol.2, album vol.1 được tái bản. Sau đó, ông tiếp tục cộng tác với Vĩnh Thuyên để cho ra đời Trọn đời bên em vol.3 và vol.4. Tất cả đều tiếp tục được khán giả đón nhận. Thành công của series Trọn đời bên em được đánh giá là đã giúp đưa tên tuổi Lý Hải vào hàng những ngôi sao của thị trường âm nhạc Việt thời điểm đó. Năm 2004, sau những thành công với sự góp sức không nhỏ của mình, Vĩnh Thuyên đã kết thúc vai trò người quản lý cho Lý Hải, nguyên nhân được cho là do Vĩnh Thuyên và ông đã không đạt được thống nhất về vai trò quản lý của Vĩnh Thuyên với một ca sĩ trẻ khác là Trần Tâm.
Trong năm 2004, Lý Hải tiếp tục thực hiện album Trọn đời bên em vol.5, album dự kiến sẽ có 15 ca khúc và trong số đó sẽ có bài hát chủ đề Tôi đã lầm tin em do nhạc sĩ Thái Khang sáng tác. Đây là ca khúc đã được Lý Hải ký độc quyền với nhạc sĩ này vào tháng 4 năm 2004. Nhưng vào tháng 10 cùng năm, một ca khúc gần giống tên và phần lời nhưng có phần giai điệu hoàn toàn giống với ca khúc Tôi đã lầm tin em do một ca sĩ khác cũng độc quyền với nhạc sĩ Thái Khang được phát hiện. Nếu xảy ra tranh chấp thì Trọn đời bên em vol.5 có khả năng không phát hành đúng thời hạn. Tuy nhiên sau đó, ca khúc trên vẫn nằm trong album Trọn đời bên em vol.5 của Lý Hải. Thành công của series album Trọn đời bên em trước đã trở thành thương hiệu của riêng Lý Hải. Từ năm 2006 đến 2009, ông tiếp tục cho ra mắt loạt album cùng tên từ vol.6 đến vol.9, mỗi album đều được đầu tư khá kỹ lưỡng. Trọn đời bên em vol.6 được thực hiện với chi phí được đánh giá là cao nhất vào thời điểm đó cho một VCD ca nhạc của ca sĩ trong nước với số tiền trên dưới 50.000 đôla Mỹ. Năm 2008, Lý Hải lần đầu tiên thực hiện một liveshow nhỏ với chủ đề Trọn đời bên em, buổi diễn được thực hiện tại sân khấu nhạc nước Đầm Sen. Trong liveshow, ông hát gần 20 ca khúc. Tham gia buổi diễn còn có hai ca sĩ khách mời là Ngọc Sơn và Hoàng Châu.
Năm 2010, Lý Hải cho ra mắt album Trọn đời bên em vol.10, đây được coi là album cuối cùng để kết thúc series album Trọn đời bên em được thực hiện kéo dài đã 10 năm. Đĩa nhạc gồm 8 ca khúc với nội dung là truyện phim với những tình tiết hài do Lý Hải và các nghệ sĩ hài nổi tiếng tham gia. Sau khi ra mắt được 3 ngày, Lý Hải đã tung toàn bộ nội dung album lên mạng Internet cho khán giả thưởng thức. Trước đó, ông đã hợp tác với Zing MP3 và là ca sĩ tiên phong trong việc phát hành album online tại website này.

## Đời tư
- Ngoài ca hát, Lý Hải còn được biết đến với sở thích sưu tập xe hơi và đam mê tốc độ. Năm 2005, ông từng bị tạm giam tại Hoa Kỳ vì lỗi chạy xe quá tốc độ và không có giấy phép lái xe tại nước này. Ông đã phải nộp số tiền bảo lãnh tại ngoại và tiền phạt tương đương khoảng 10 triệu đồng.[19]
- Lý Hải từng dự định kết hôn vào năm 2009 với người yêu tên Trần Minh Hà, người sau này trở thành đối tác và nhà sản xuất điện ảnh cùng với ông. Tuy nhiên đám cưới đã bị hoãn lại đến năm 2010 vì Minh Hà phải sang Anh Quốc hoàn thành chương trình Thạc sĩ Luật Thương mại quốc tế tại một trường đại học Luật ở đây[20][21]. Năm 2010, hai người tổ chức một đám cưới khá lớn tại nhà riêng của Lý Hải ở Thành phố Mỹ Tho, tỉnh Tiền Giang[22], quê hương của Lý Hải. Hai vợ chồng có 4 người con lần lượt trong các năm 2011, 2013, 2014, 2016 và lần lượt là Nguyễn Hạo Nhiên (Rio) sinh năm 2011, Nguyễn Hà Hải My (Cherry) sinh năm 2013, Nguyễn Tuệ Minh (Sunny) sinh năm 2014 và Nguyễn Phi Phong (Mio) sinh năm 2016.

## Ca khúc tiêu biểu
- Liều thuốc cho trái tim
- Khi người đàn ông khóc
- Phút biệt ly
- Không yêu thì thôi
- Tôi đã lầm tin em
- Vị trí nào cho anh
- Bình minh tình yêu
- Yêu lầm
- Anh không còn gì cho em
- Anh mới chính là người em yêu
- Anh mong có em
- Đành thôi mất nhau
- Tiếc thương được gì
- Áo hoa bên người
- Hoài mong
- Em hạnh phúc là anh an lòng
- Trọn đời bên em
- Huynh và đệ
- Anh quên bản thân anh là ai
- Điệu buồn ballad
- Sáu năm khẳng định một tình yêu
- Cậu ba lục bình
- Thiên Đường tình yêu
- Giáng trần
- Dệt mộng uyên ương
- Nỗi đau chạm vào tim
- Con gái thời nay
- Anh tự làm anh đau

## Danh sách phim

### Diễn xuất
- Dậy sóng thiên thần (2009)
- Vàng
- Vòng đời 60 giây[23]
- Vòng tròn 12 số
- Cầu vồng sau mưa
- Bí mật lại bị mất
- Lật mặt (2015)
- Lật mặt 2: Phim trường (2016)
- Lật mặt: Ba chàng khuyết (2018)
- Lật mặt: Nhà có khách (2019)
- Lật mặt: 48h (2021)
- Lật mặt 6: Tấm vé định mệnh (2023)
- Lật mặt 7: Một điều ước (2024)
- Lật mặt 8: Vòng tay nắng (2025)

### Sản xuất
| Năm  | Phim                        | Vai trò  | Vai trò  | Vai trò  | Ghi chú                                                 |
| Năm  | Phim                        | Đạo diễn | Kịch bản | Sản xuất | Ghi chú                                                 |
| ---- | --------------------------- | -------- | -------- | -------- | ------------------------------------------------------- |
| 2014 | Bí mật lại bị mất           | Có       | Có       | Có       | Đồng đạo diễn, viết kịch bản và sản xuất với Nhật Cường |
| 2015 | Lật mặt                     | Có       | Có       | Có       |                                                         |
| 2016 | Lật mặt 2: Phim trường      | Có       | Có       | Có       |                                                         |
| 2018 | Lật mặt 3: Ba chàng khuyết  | Có       | Có       | Có       |                                                         |
| 2019 | Lật mặt 4: Nhà có khách     | Có       | Có       | Có       |                                                         |
| 2021 | Lật mặt 5: 48h              | Có       | Có       | Có       |                                                         |
| 2023 | Lật mặt 6: Tấm vé định mệnh | Có       | Có       | Có       |                                                         |
| 2024 | Lật mặt 7: Một điều ước     | Có       | Có       | Có       |                                                         |
| 2025 | Lật mặt 8: Vòng tay nắng    | Có       | Có       | Có       |                                                         |

## Giải thưởng
- Video clip của năm cho Trọn đời bên em tại Zing Music Awards năm 2010.[24]
- Lật mặt 1 là 1 trong 10 phim điện ảnh ăn khách nhất Việt Nam 2015.[25]
- Giải thưởng WebTV Asia Awards dành cho phim Lật mặt 1 ở hạng mục "Phim điện ảnh mạng phổ biến nhất năm 2016".[26]
- Đạo diễn xuất sắc châu Á do Korean Culture Entertainment Awards trao tặng, đây là giải thưởng được tổ chức hàng năm do Tổng hiệp hội Nhà báo và Hiệp hội Giải trí xứ Hàn tổ chức. Các hạng mục giải thưởng chủ yếu dành cho nghệ sĩ Hàn Quốc. Korean Culture Entertainment Awards tập trung vào điện ảnh, âm nhạc Hàn Quốc, các giải dành cho sao quốc tế mang tính chất ngẫu nhiên, có tính chất thương mại nhiều hơn nghệ thuật cho phim Lật mặt 2.[27]
- Giải B hạng mục phim điện ảnh tại Giải thưởng Hội Điện ảnh Thành phố Hồ Chí Minh 2021 cho phim Lật mặt: 48h do Lý Hải làm đạo diễn.[28]
- Top 11 Cánh Diều Vàng 2021 cho phim Lật mặt: 48h do Lý Hải làm đạo diễn.[29]
- Lật mặt 2: Top 24 Danh sách phim điện ảnh Việt Nam có doanh thu cao nhất năm 2022.[30]
- Lật mặt: 48h: Top 9 Danh sách phim điện ảnh Việt Nam có doanh thu cao nhất năm 2022.[30]

## Truyền hình thực tế
- Khánh Mời Thăm Nhà Người Nổi Tiếng VTV3 (2010)
- Diễn Viên Danh Hài Đất Việt THVL (2015, 2016)
- Giám Khảo Khách Mời Làng Hài Mở Hội THVL1 (2016)
- Giám Khảo Ai Tỏa Sáng HTV7 (2016)
- Giám Khảo Học Viện Danh Hài VTV3 (2016)
- Khách Mời Sau Ánh Hào Quang HTV7 (2017)
- Khách Mời Ký ức vui vẻ VTV3 (2020)
- Khách Mời Bài Hát Đầu Tiên VTV3 (2020)
- Đội Chủ Nhà Ca Sĩ Bí Ẩn HTV7 (2021)
- Giám Khảo Gương Mặt Điện Ảnh THVL (2021)
- Giám Khảo Cuộc Thi Phim Ngắn Tiktok (2022)
- Giám Khảo Hãy Là Số 1 HTV9 (2023)
- Cuộc Hẹn Cuối Tuần VTV3 (2025)
- Và nhiều chương trình khác